# Oktiabrina Bolotova
Oktiabrina Bolotova (4 de octubre de 1969) es una deportista rusa que compitió en tiro con arco, en la modalidad de arco compuesto.
Ganó dos medallas de plata en el Campeonato Mundial de Tiro con Arco en Sala, en los años 2005 y 2007. Además, obtuvo dos medallas en el Campeonato Europeo de Tiro con Arco al Aire Libre, oro en 2002 y plata en 2004, y una medalla de oro en el Campeonato Europeo de Tiro con Arco en Sala de 2006.

## Palmarés internacional
| Campeonato Mundial en Sala       | Campeonato Mundial en Sala | Campeonato Mundial en Sala | Campeonato Mundial en Sala |
| Año                              | Lugar                      | Medalla                    | Prueba                     |
| -------------------------------- | -------------------------- | -------------------------- | -------------------------- |
| 2005                             | Aalborg (Dinamarca)        | Medalla de plata           | Equipo                     |
| 2007                             | Esmirna (Turquía)          | Medalla de plata           | Equipo                     |
| Campeonato Europeo al Aire Libre |                            |                            |                            |
| Año                              | Lugar                      | Medalla                    | Prueba                     |
| 2002                             | Oulu (Finlandia)           | Medalla de oro             | Equipo                     |
| 2004                             | Bruselas (Bélgica)         | Medalla de plata           | Equipo                     |
| Campeonato Europeo en Sala       |                            |                            |                            |
| Año                              | Lugar                      | Medalla                    | Prueba                     |
| 2006                             | Jaén (España)              | Medalla de oro             | Equipo                     |